# Koibatek
Koibatek is een voormalig Keniaans district. Het district telt 138.163 inwoners (1999) en heeft een bevolkingsdichtheid van 60 inw/km². Ongeveer 6,2% van de bevolking leeft onder de armoedegrens en ongeveer 44,0% van de huishoudens heeft beschikking over elektriciteit.